# Хари Потер и Полукрвни Принц
Хари Потер и Полукрвни Принц (енгл. Harry Potter and the Half-Blood Prince) је шеста по реду књига о Харију Потеру. Ауторка је Џоан К. Роулинг. На енглеском језику је објављена 
16. јула 2005. Филм заснован на радњи књиге је снимљен 2009. године.

## Радња књиге
Хари креће са Дамблдором у Јазбину (кућу Визлијевих), да тамо проведе већи део летњег распуста. Пре тога отишли су до бившег професора напитака Хорација Пужорога. Том приликом Хари успева да убеди Пужорога да се врати на Хогвортс, јер га је то замолио Дамблдор. Снејп, који је до тада био професор Напитака прелази на место наставника Одбране од Мрачних вештина, које је толико желео, док Пужорог постаје наставник Напитака.
Снејп је положио мајци Драка Мелфоја, Нарциси, Нераскидиви завет у коме се заклиње да ће чувати Драка и помоћи му да изврши тајни задатак који му је задао Лорд Волдемор. Белатрикс Лестрејнџ је била сведок Нераскидивог завета. Када је Хари отишао у Дијагон-алеју да купи књиге за школу видео је Драка у продавници одора. Када је продавачица хтела да засуче Драку леви рукав Драко је са неодобравањем јаукнуо. То је Харија навело да мисли да је Мелфој Смртождер, јер они имају Мрачни знак на левој руци.
Када се Хари вратио на Хогвортс, сазнао је да професор Пужорог прима и ученике који су имали оцену „И“ (Изнад очекивања) на О. Ч. Н. испитима. Зато он и његов најбољи друг Рон Визли одлучују да наставе учење Напитака. Пужорог тада њему и Рону даје старе књиге и Хари добије књигу чији је власник некада био мистериозни Полукрвни Принц. Она је исписана разним пречицама у справљању напитака и разних нових, досада непознатих, чини. Хермиона је због тога била веома незадовољна, јер Хари уз помоћ Принца постаје бољи у Напицима чак и од ње. Рон почиње да се забавља са Лавандер Браун, што Хермиону начини врло љубоморном. Тако се открива да она има романтична осећања према њему. Њих двоје не проговоре ни реч скоро шест месеци, све до једне прилике кад је Рон случајно отрован. За време опоравка се видело да и он гаји осећања према Хермиони, а убрзо после раскида с Лавандер.
У међувремену Хари одлази код Дамблдора на приватне часове. Тамо он у Ситу за мисли гледа сећања људи о Волдемору. У задњем, сећању професора Пужорога, сазнаје за Хоркруксе. Сазнаје да чаробњак може да подели своју душу на Хоркруксе, како не би био убијен ако му је тело уништено. То је такође урадио урадио Волдемор: поделио је своју душу на седам делова од којих су два уништена (Ридлов дневник и Марволов прстен) и да је један део Волдемор оставио у свом телу. Мора да их све уништи како би могао да буде убијен. Сва остала сећања су показивала шта су преостали Хоркрукси, а преглед Волдеморовог живота ће касније Харију помоћи да лоцира положаје неких од њих.
Дамблдор и Хари крећу у потрагу за једним од делова Волдеморове душе, похрањеном у медањону Слазара Слитерина. Он се налазио у једној пећини у којој је Волдемор некада давно мучио двоје деце из свог сиротишта када су их надзорници одвели на летовање. То су сазнали из сећања. Медаљон се налазио на постољу усред језера унутар пећине. Био је у котлу са напитком, који је Дамблдор морао да испије да би дошли до њега. Док га је пио, Дамблдор је вриштао у агонији и молио да га убију, понављајући како је он крив за све. Хари је морао да настави да му даје напитак све док се котао није испразнио. Потом су их напали инферијуси, мртва тела која је Волдемор зачарао да спрече сваког да украде Хоркрукс. Ослабљени Дамблдор је ипак успео да поврати контролу над собом и да створи прстен ватре, који их је заштитио.
Када су се вратили на Хогвортс са Хоркруксом, открили су заседу коју је испланирао Мелфој. Увео Смртождере у школу преко зачаране витрине коју је поправљао целе године. Волдемор им је наредио да убију Дамблдора. Хари, који је био испод Невидљивог огртача, био је сведок тој бици. Њега је Дамблдор парализовао да би га спасао и нико од Смртождера није знао да је и он ту. Борби између Смртождера и Дамблдора придружио се и Снејп који је показао да је веран Волдемору и убио Дамблдора клетвом Авада кедавра. Хари је јурио Снејпа и Смртождере у намери да се освети. Међутим, Снејп је био превише јак и Хари није могао да га победи. Тада се открива да је Северус Снејп у ствари Полукрвни Принц (девојачко презиме његове мајке било је Принц, а она је била чаробница, док је његов отац био Нормалац).
Хари је касније прегледао Хоркрукс и утврдио да је лажан, а да је прави украо из пећине човек који се потписао као Р. А. Б. и ставио поруку у медаљон. Написао је да ће се постарати да уништи Хоркрукс што пре буде могао, надајући се да ће Волдемор поново бити смртан.
После овога одржан је Дамблдоров погреб и на место директора постављена је Професорка Минерва МекГонагал. Након погреба Хари одлучује да напусти Хогвортс у потрази за Хоркруксима, тако да седма и задња књига неће бити ограничена једном хогвортском годином.

## Књига у Србији
На српском језику књига је први пут објављена у издању Народне књиге 2005. године, а затим у издању куће Евро ђунти 2008. Књигу су превели Весна и Драшко Рогановић.